# Општина Македонска Каменица
Општина Македонска Каменица је једна од 11 општина Источног региона у Северној Македонији. Седиште општине је истоимени град Македонска Каменица.

## Положај
Општина Македонска Каменица налази се у источном делу Северне Македоније и погранична је са Бугарском на североистоку. Са других страна налазе се друге општине Северне Македоније:
- југоисток — Општина Делчево
- југ — Општина Виница
- запад — Општина Кочани
- северозапад — Општина Крива Паланка

## Природне одлике
Рељеф: Општина Македонска Каменица налази се у долини река Брегалнице и њене притоке Каменице. На северу се налазе Осоговске планине, а на југу Гољак.
Клима: У нижем делу општине влада умерено континентална клима, а у вишем делу општине њена оштрија варијанта због надморске висине.
Воде: Брегалница, најзначајнији водоток у области, протиче јужним делом општине. Река Каменица и други мањи водотоци се уливају у Брегалницу.

## Становништво
Општина Македонска Каменица имала је по последњем попису из 2002. г. 8.110 ст., од чега у седишту општине, граду Македонској Каменици, 5.147 ст. (63%). Општина је ретко насељена, посебно сеоско подручје.
Национални састав по попису из 2002. године био је:
|           | Број  | Постотак |
| Укупно    | 8.110 | 100%     |
| Македонци | 8.055 | 99,3%    |
| Срби      | 24    | 0,3%     |
| Роми      | 14    | 0,2%     |
| остали    | 17    | 0,2%     |

## Насељена места
У општини постоји 9 насељених места, једно градско — град Македонска Каменица, а осталих 8 насеља са статусом села:
| - Македонска Каменица - Дулица - Косевица | - Костин Дол - Луковица - Моштица | - Саса - Тодоровци - Цера |  |

## Остало
На застави општине налази се шеснаестокраки симбол Сунце из Вергине (Звезда из Кутлеша).